# Långåsberget
Långåsberget är ett naturreservat i Torsby kommun i Värmlands län.
Området är naturskyddat sedan 2006 och är 14,5 hektar stort. Reservatet omfattar en sluttning och våtmarker. Reservatet består av gammal barrskog och gamla tallar. 